# Pomone
Pour les articles homonymes, voir Pomone (homonymie).
Pomone (Πομόνα en grec ancien), ou Pomona, nymphe d'une remarquable beauté, est la divinité des fruits. Elle déteste la nature sauvage et lui préfère les jardins soigneusement entretenus.
Aucune nymphe ne connaissait comme elle l'art de cultiver les jardins et surtout les arbres fruitiers. Pomone n'avait aucune attirance pour les hommes mais fut recherchée en mariage par tous les dieux champêtres, comme dans la légende de Vertumne et Pomone.

## Mythe

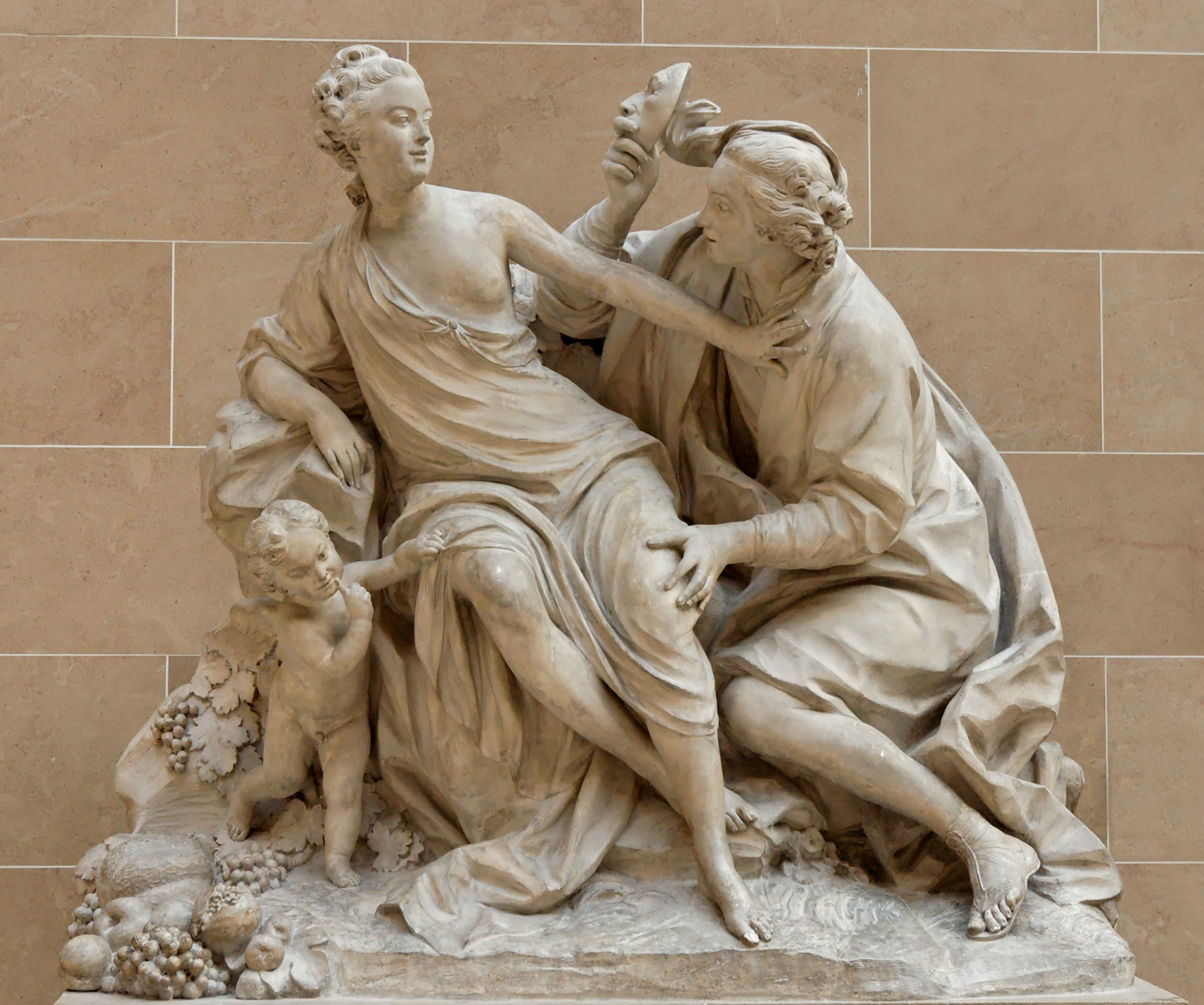
Vertumne et Pomone, sculpture de Jean-Baptiste Lemoyne (1704-1778).

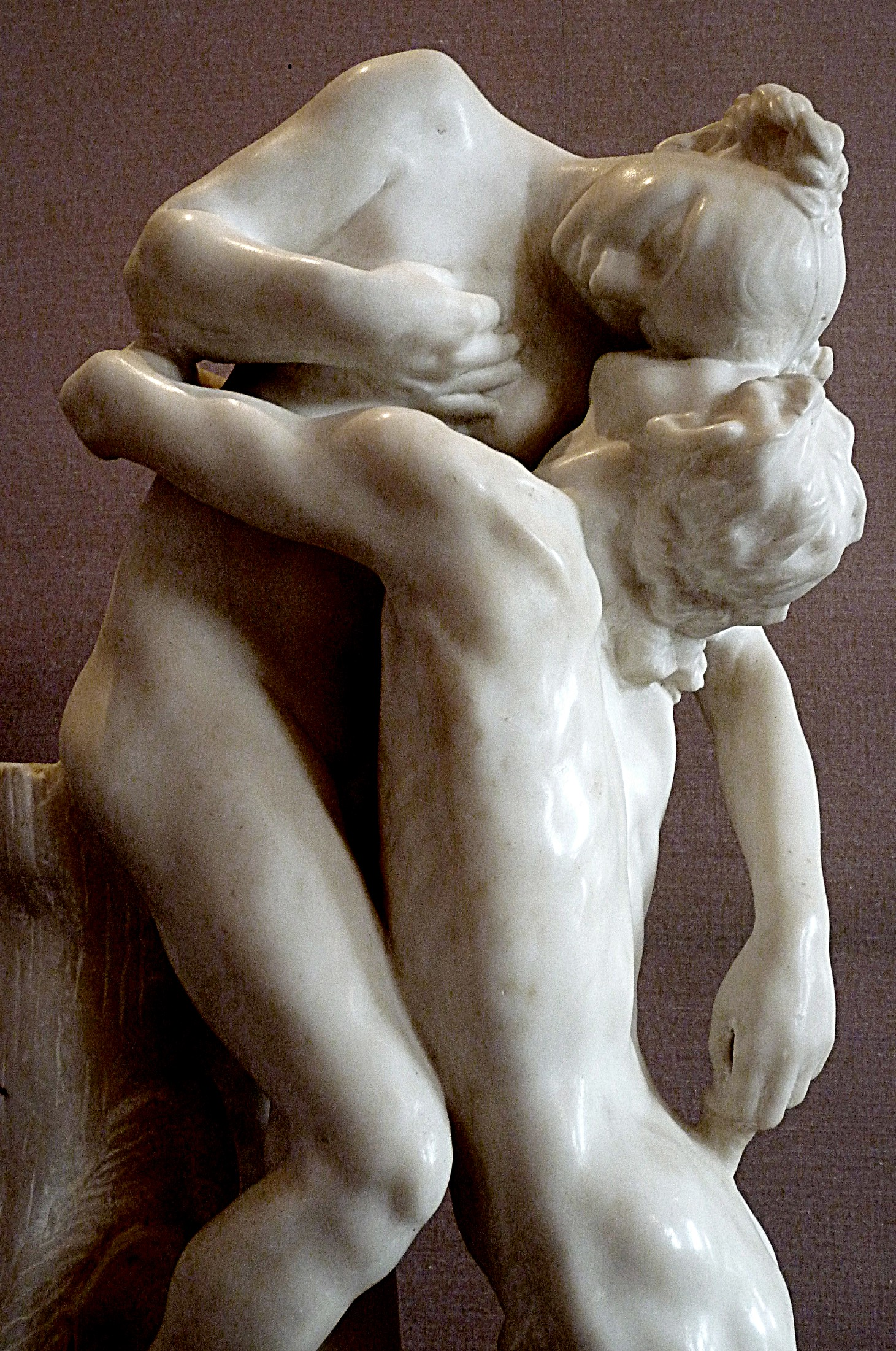
Vertumne et Pomone, sculpture de Camille Claudel, 1905.

Pomone n’était pas isolée du monde mais seules quelques personnes pouvaient l'approcher. La déesse était aimée et courtisée par tous les dieux champêtres, tels Picus et Silvanus, mais rejetait leurs attentions,,,.
Au départ, elle refusa donc de recevoir Vertumne, divinité des saisons et des arbres fruitiers, éperdument amoureux d'elle mais elle finit par lui donner sa préférence. En effet, celui-ci trouva la ruse adéquate pour l'approcher et lui parler : déguisé en vieille femme, il vint complimenter Pomone sur les fruits de ses arbres et l'embrassa de bon cœur. Ensuite, il lui montra un orme enlacé par une vigne et plaida la cause de l'amour. Puis il lui raconta alors l'histoire d'amour d’Anaxarète :

« Anaxarète était une fille née de famille noble de Chypre, aimée considérablement par le berger Iphis et qui réagit si froidement à son amour passionné qu'il se pendit. Elle ne fut même pas émue en voyant le corps sans vie de son soupirant. Comme châtiment, Aphrodite la transforma en pierre alors qu'elle regardait par curiosité le cortège de l'enterrement de son amoureux passer sous sa fenêtre. »

Enfin, voyant que Pomone était séduite par l'histoire, il se révéla sous son vrai visage, resplendissant de jeunesse et de santé. Pomone n'y résista pas, s'éprit de lui et accepta son amour.

## Culte
Son culte passa des Étrusques à Rome où elle avait un temple et des autels. Son sanctuaire se trouvait sur la via Ostiensis à une douzaine de milles de Rome. L'un des douze flamines mineurs, le flamen Pomonalis, dernier dans l'ordre protocolaire des flamines, lui était consacré.

## Représentations

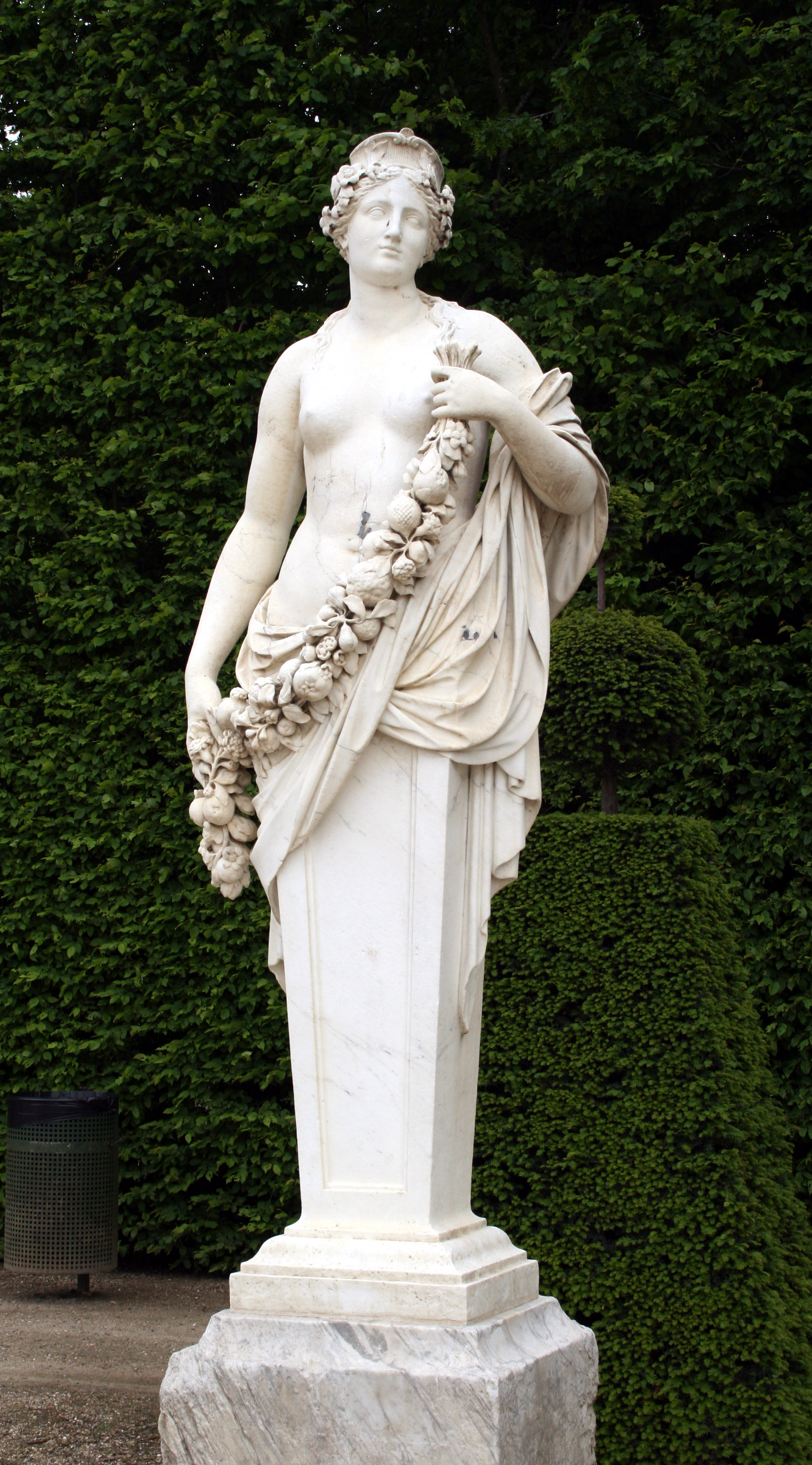
Pomone portant un diadème et tenant une guirlande de fruits et de fleurs sur sa poitrine, par Étienne Le Hongre (jardins de Versailles).

On la représentait ordinairement assise sur un grand panier plein de fleurs et de fruits, tenant de la main gauche quelques pommes, et de la droite un rameau. Les poètes l'ont dépeinte couronnée de feuilles de vigne et de grappes de raisin, tenant dans ses mains une corne d'abondance ou une corbeille remplie de fruits.
- Maillol a sculpté une Pomone grandeur nature en bronze. Elle est installée au Jardin des Tuileries à Paris.
- Germaine Richier a réalisé une statue de Pomone en bronze en 1945, conservée au Musée des beaux-arts de Rennes

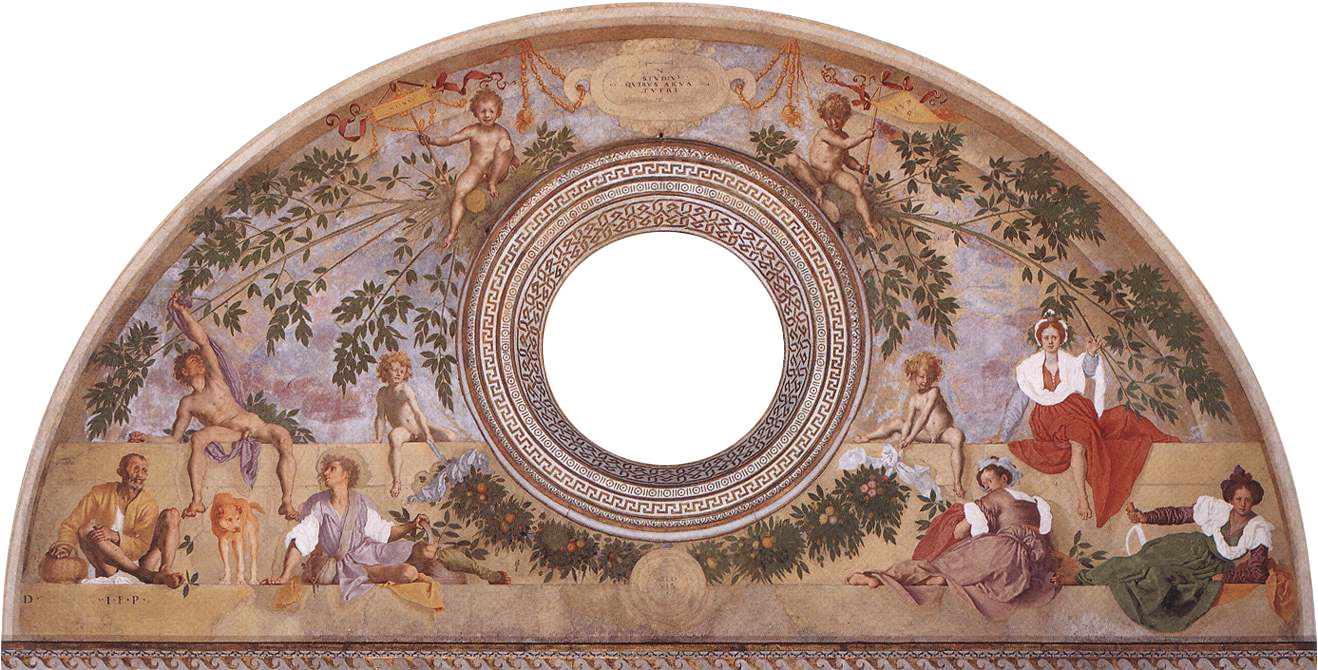
Vertumne et Pomone de Jacopo Pontormo, 1519-1521, Poggio-a-Caiano.

## Opéra, musique
- Le mythe est à l'origine de Pomone (1671), pastorale de Robert Cambert, paroles de Pierre Perrin. Pomone est le premier opéra en langue française, c'est-à-dire une pièce de théâtre entièrement en musique : il n'y a pas un mot parlé mais entièrement du chanté.
- Pomone, cantate (ajoutée à « Les amours de Protée », opéra-ballet) de Charles-Hubert Gervais 1720

## Littérature

### XVIesiècle
- Agrippa d'Aubigné dans Le Printemps (sonnet XXIX) : « Vertomne  estant bruslé d’un tel feu que le mien,/Pipé qu’il fust des yeux de la nymphe Pomone » (v. 1-2).
- Antoine de La Molère, poète agenais, dans ses Euvres (Toulouse, Guyon Boudeville, 1562), poème II: « Vertomne connut  l’ouvrage & la force du Dieu / Amour, bruslant de l’œil de la belle Pomone. » (v. 1-2). Voir Joseph-Alexandre Michelet, Poètes gascons du Gers depuis le XVIe siècle jusqu’à nos jours, Auch, Bouquet, 1904.
- Jean-Antoine de Baïf, Les Amours, Troisième livre des diverses Amours: « Qui pour auoir des vins / Voudroit bien souhaitter / Centgrappes de raisins? / Qui nombre de l'Automne / Les innombrables fruits / Que la riche Pomone / Aux fruitiers a produits? ».
- Dans son Eglogue III, Ronsard y fait allusion: « Loing de nos champs Flore s'en est allée / D'un habit noir Pomone s'est voilée ».
- À l'acte II de la Cléopâtre (1595) de Nicolas de Montreux, on peut entendre de la bouche de César, v. 585-586 :«[...] ces jaunes fruicts que la mere Poumonne / D’une prodigue main prodiguement nous donne ».

### XVIIesiècle
- La Fontaine fait référence également à ce personnage mythologique dans L’Ours et l’Amateur des jardins, fable 10 du Livre Huit des Fables: « Non loin de là certain vieillard / S’ennuyoit aussi de sa part. / Il aimoit les jardins, estoit Prestre de Flore, /Il l'estoit de Pomone encore ».
- Nicolas Boileau dans L'art poétique, chant II : « Chanter Flore, les champs, Pomone, les vergers; / Au combat de la flûte animer deux bergers, / Des plaisirs de l’amour vanter la douce amorce; / Changer Narcisse en fleur, couvrir Daphné d’écorce ».

### XVIIIesiècle
- Voltaire, Dictionnaire philosophique, article « Superstition »: « Il y a des superstitions innocentes : vous dansez les jours de fête en l’honneur de Diane ou de Pomone ; ou de quelqu’un de ces dieux secondaires dont votre calendrier est rempli : à la bonne heure. La danse est très-agréable, elle est utile au corps, elle réjouit l’ame ; elle ne fait de mal à personne ; mais n’allez pas croire que Pomone & Vertumne vous sachent beaucoup de gré d’avoir sauté en leur honneur, & qu’ils vous punissent d’y avoir manqué. Il n’y a d’autre Pomone ni d’autre Vertumne, que la bêche & le hoyau du jardinier ».

### XIXesiècle
- José Marti, dans ses Vers libres, écrit un poème à Pomone (p63 Hermattan/ Éditions Unesco)

### XXesiècle
- Colette, Flore et Pomone, Paris, La Galerie Charpentier, 1943.In -4°, 161 pages. C'est un poème en prose où  Colette exprime son amour des jardins et de leurs fruits. Les illustrations sont constituées de 40 aquarelles de Pierre Laprade, dont une pour le frontispice.
- Pomona Chourave, dans la célèbre saga Harry Potter, écrite par J.K. Rowling, est professeure de botanique à l'école Poudlard.

#### Sources primaires
- Ovide, Métamorphoses [détail des éditions] [lire en ligne] (XIV, 623).
- Virgile, Énéide [détail des éditions] [lire en ligne] (VII, 190).